# Motobloc Type O (1908)
Dieser Motobloc Type O ist ein Pkw-Modell aus der Zeit um 1910. Hersteller war Motobloc im französischen Bordeaux.

## Beschreibung
Die Bauzeit war von 1908 bis 1910.
Das Modell hat einen Vierzylinder-Reihenmotor. Typisch für die Zeit sind der Einbau als Frontmotor, die Wasserkühlung und der Kardanantrieb zur Hinterachse. Das Getriebe hat drei Gänge. Unüblich ist, dass sich das Schwungrad zwischen dem zweiten und dritten Zylinder befindet. Die Verblockung von Motor und Getriebe war ein Markenzeichen des Herstellers.
Jeder Zylinder hat 80 mm Bohrung und 100 mm Hub. Das ergibt 2011 cm³ Hubraum. Der Motor ist steuerlich mit 12 CV eingestuft.
Bekannt sind Doppelphaeton, Phaeton und Landaulet.
Vier Fahrzeuge sind erhalten geblieben. Eines, das früher im Schloss Skokloster war, ist im Automuseum im schwedischen Simrishamn ausgestellt. Drei weitere befinden sich in Frankreich.
In den 1920er Jahren gab es den namensgleichen Type O von 1923 bis 1927.